# Kubok Ukraïny 2008-2009
La Kubok Ukraïny 2008-2009 (in ucraino Кубок України) è stata la 18ª edizione del torneo. La competizione è iniziata il 16 luglio 2008 ed è terminata il 31 maggio 2009. Il Vorskla ha vinto il trofeo per la prima volta.

## Primo turno
| Squadra 1             | Risultato | Squadra 2                |
| --------------------- | --------- | ------------------------ |
| Veres Rivne           | 0 – 1     | FC Korosten              |
| Yednist-2 Plysky      | 3 – 0     | Hirnyk-Sport             |
| Arsenal Bila Tserkva  | 3 – 1     | Shakhtar Sverdlovsk      |
| FC Poltava            | 4 – 1     | Arsenal Kharkiv          |
| Kremin Kremenchuk     | –         | Bukovyna Chernivtsi      |
| Podillya-Khmelnytskyi | 4 – 0     | Nafkom Brovary           |
| Olkom Melitopol       | 2 – 0     | Dnipro-75 Dnipropetrovsk |
| Titan Donetsk         | 0 – 1     | Yednist Plysky           |
| Nyva Vinnytsia        | 3 – 1     | Titan Armyansk           |
| Stal Dniprodzerzhynsk | 2 – 0     | Nyva Ternopil            |
| Ros' Bila Tserkva     | 1 – 3     | Bastion Illichivsk       |
| Zirka Kirovohrad      | 1 – 0     | Yavir Krasnopilya        |
| Olimpik Donetsk       | 4 – 1     | Hirnik Kryvyi Rih        |

## Secondo turno
| Squadra 1                    | Risultato       | Squadra 2                   |
| ---------------------------- | --------------- | --------------------------- |
| Olimpik Donetsk              | 0 – 4           | Zirka Kirovohrad            |
| FC Korosten                  | 1 – 3           | Knyazha Schaslyve           |
| Yednist-2 Plysky             | 2 – 4           | Dnister Ovidiopol           |
| Arsenal Bila Tserkva         | 1 – 3           | Desna Chernihiv             |
| CSKA Kiev                    | 2 – 1           | FC Poltava                  |
| Kremin Kremenchuk            | 1 – 1 (2–4 dcr) | Komunalnyk Luhansk          |
| Podillya-Khmelnytskyi        | 1 – 2           | Helios Kharkiv              |
| Olkom Melitopol              | 4 – 0           | Yednist Plysky              |
| PFC Sevastopol               | 1 – 2           | Feniks-Illichovets Kalinine |
| Bastion Illichivsk           | 2 – 3           | Nyva Vinnytsia              |
| Stal Dniprodzerzhynsk        | 0 – 2           | PFC Oleksandriya            |
| Obolon Kiev                  | 3 – 1           | Naftovyk-Ukrnafta Okhtyrka  |
| Dnipro Čerkasy               | 2 – 3           | Stal Alchevsk               |
| Zakarpattia Uzhhorod         | 4 – 2           | Volyn Lutsk                 |
| Enerhetyk Burshtyn           | 0 – 1           | Ihroservice Simferopol      |
| Prykarpattya Ivano-Frankivsk | 0 – 3           | Krymteplitsia Molodizhne    |

## Sedicesimi di finale
| Squadra 1                | Risultato | Squadra 2            |
| ------------------------ | --------- | -------------------- |
| Illichivets Mariupol     | 0 – 3     | Shakhtar Donetsk     |
| Helios Kharkiv           | 0 – 1     | Zakarpattia Uzhhorod |
| Oleksandriya             | 1 – 0     | Karpaty Lviv         |
| Krymteplitsia Molodizhne | 1 – 3     | Dnipro               |
| Olkom Melitopol          | 0 – 5     | Dinamo Kiev          |
| Ihroservice Simferopol   | 0 – 2     | Zorya Luhansk        |
| Nyva Vinnytsia           | 1 – 4     | Stal Alchevsk        |
| Knyazha Schaslyve        | 0 – 2     | Lviv                 |
| CSKA Kiev                | 0 – 3     | Tavriya Simferopol   |
| Feniks-Illichovets       | 2 – 1     | Kryvbas Kryvyi Rih   |
| Dnister Ovidiopol        | 1 – 4     | Metalist Kharkiv     |
| Komunalnyk Luhansk       | 0 – 3     | Arsenal Kiev         |
| Zirka Kirovohrad         | 0 – 1     | Vorskla Poltava      |
| Obolon Kiev              | 1 – 0     | Chornomorets Odessa  |
| Metalurh Zaporizhya      | 2 – 3     | Metalurh Donetsk     |
| Desna Chernihiv          | 1 – 4     | Kharkiv              |

## Ottavi di finale
| Squadra 1            | Risultato       | Squadra 2          |
| -------------------- | --------------- | ------------------ |
| Zakarpattia Uzhhorod | 1 – 4           | Shakhtar Donetsk   |
| Oleksandriya         | 1 – 1 (6–5 dcr) | Dnipro             |
| Dinamo Kiev          | 2 – 0           | Zorya Luhansk      |
| Stal Alchevsk        | 2 – 0           | Lviv               |
| Feniks-Illichovets   | 0 – 2           | Tavriya Simferopol |
| Metalist Kharkiv     | 3 – 1           | Arsenal Kiev       |
| Obolon Kiev          | 1 – 4           | Vorskla Poltava    |
| Metalurh Donetsk     | 2 – 0           | Kharkiv            |

## Quarti di finale
| Squadra 1          | Risultato | Squadra 2        |
| ------------------ | --------- | ---------------- |
| Oleksandriya       | 1 – 2     | Shakhtar Donetsk |
| Stal Alchevsk      | 1 – 4     | Dinamo Kiev      |
| Tavriya Simferopol | 1 – 2     | Metalist Kharkiv |
| Metalurh Donetsk   | 0 – 1     | Vorskla Poltava  |

## Semifinali
| Squadra 1        | Risultato | Squadra 2        |
| ---------------- | --------- | ---------------- |
| Vorskla Poltava  | 2 – 0     | Metalist Kharkiv |
| Shakhtar Donetsk | 1 – 0     | Dinamo Kiev      |

## Finale
| Arbitro: | Vitaliy Hodulian (Odessa) |

|           |           |  |
| Sačko 50’ | Marcatori |  |